# Jon Cohen
Pour les articles homonymes, voir Cohen.
Jon Cohen est un scénariste et romancier américain.
Il est l'auteur de trois romans et du scénario de Minority Report en 2002, adapté de la nouvelle de 
Philip K. Dick.

## Distinctions
Récompenses
- Saturn Award :
  - Saturn Award du meilleur scénario 2003 (Minority Report)

Nominations
- Prix Hugo :
  - Meilleur film 2003 (Minority Report)
- Prix Bram Stoker :
  - Meilleur scénario 2003 (Minority Report)
- Online Film Critics Society Award :
  - Meilleur scénario adapté 2003 (Minority Report)
- Science Fiction and Fantasy Writers of America Award :
  - Prix Nebula du meilleur scénario 2004 (Minority Report)